# Steinmarker Bach
Der Steinmarker Bach ist der linke Quellbach des Wachenbachs im Landkreis Main-Spessart im bayerischen Spessart.

## Geographie

### Verlauf

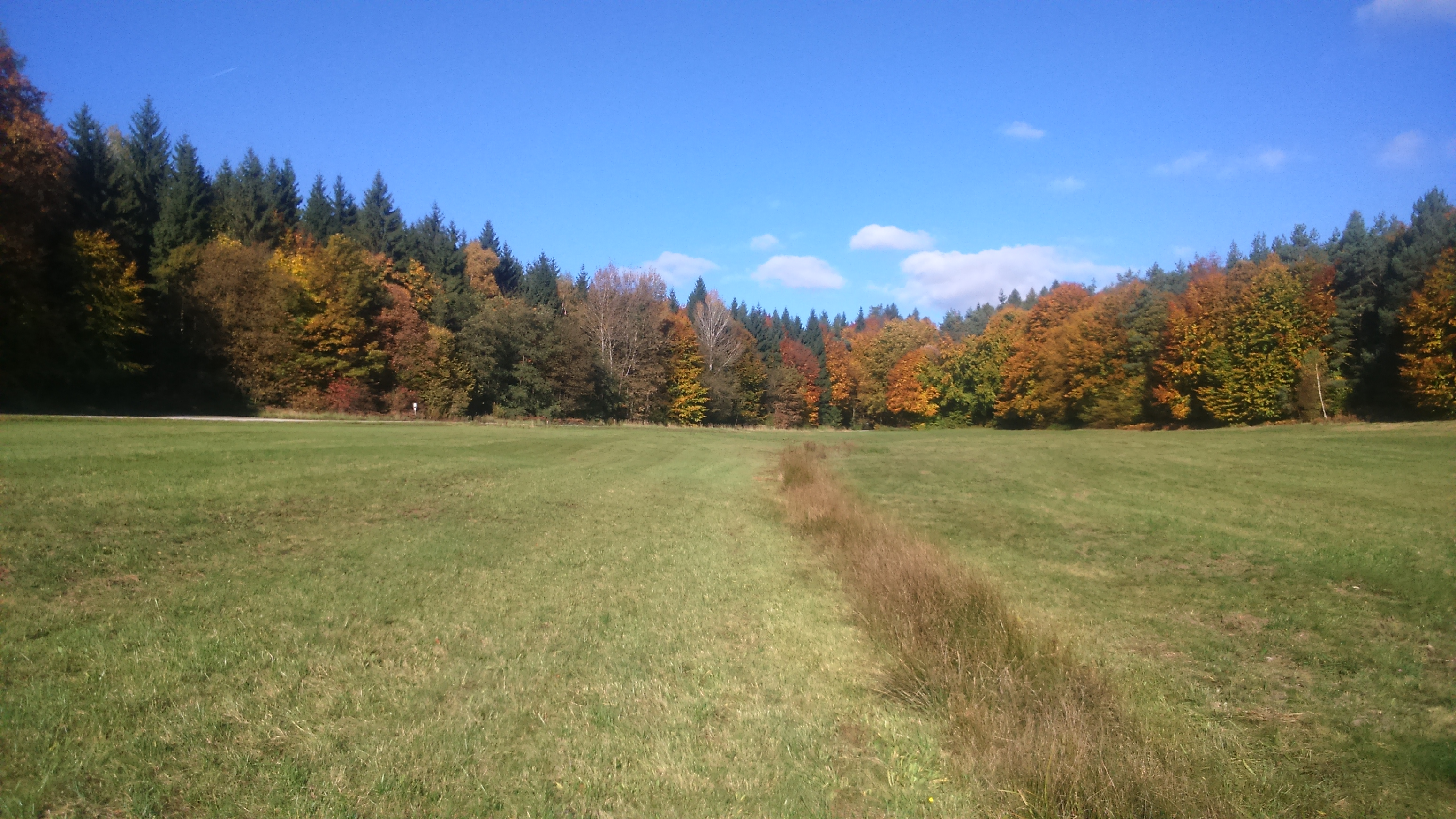
Goldener Oktober im Quellgebiet des Steinmarker Baches

Der Steinmarker Bach entspringt als Krebsbach oder Nächsterbach nördlich von Straßlücke. Er wird kurz nach seiner Quelle vom Nächsterbrunnen gespeist und verläuft in südöstliche Richtung. Bei Steinmark führte bis 1866 eine Furt durch den Bach. Da diese stark verschlammt war und die Wagen öfters stecken blieben, musste beidseitig ein Damm und eine Brücke errichtet werden. 1837 ließ die Gemeinde dort einen Waschplatz bauen, wo bis in die 1960er Jahre Wäsche und Kartoffelsäcke gereinigt wurden. Südöstlich des Ortes vereinigt er sich an der Salzbachbrücke als Steinmarker Bach von links mit dem Esselbach zum Wachenbach.

### Flusssystem Hafenlohr
- Fließgewässer im Flusssystem Hafenlohr